# Muhàmmad II ibn Mahmud
Abu-Xujà Ghiyath-ad-dunya wa-d-din Muhàmmad (II) ibn Mahmud ibn Muhàmmad ibn Màlik-Xah (abril de 1128-1159) fou un sultà seljúcida de Pèrsia occidental del 1153 al 1159 (de 1154 a 1156 en disputa amb el seu oncle Sulayman Shah ibn Muhàmmad).
Fou criat al Fars junt amb el seu germà Màlik-Xah, per l'emir Bozaba. El 1148 el sultà Masud ibn Muhammad, que no tenia hereus i estava en posició de debilitat, va designar al seu nebot Malik Shah (que després fou el sultà Malik Shah III o Malik-Xah III ibn Mahmud 1152–1153) com a hereu, i li va donar una filla en matrimoni. Masud va morir a Hamadan el 13 de setembre de 1152 i el seu nebot el va succeir com a Malik Shah III, tenint el suport de l'amir Khass Beg Arslan i de l'atabeg Ildegiz de l'Arran i tenia tanmateix el suport de quasi tots els amirs de l'Azerbaidjan. Hi havia altres pretendents entre els quals el germà de Masud Sulayman Shah ibn Muhàmmad i els fills dels seus germans Mahmud i Toghril. Màlik-Xah es va mostrar totalment incapaç i el califa abbàssida al-Muqtafí va poder recuperar bona part del seu antic poder i alliberar-se de la influència turca expulsant al shihna (representant militar) seljúcida a Bagdad. El 1153 els amirs el van deposar i sota la direcció de l'amir Khass Beg Arslan ibn Palang Eri, el van substituir pel seu germà Muhammad II ibn Mahmud, que estava al Khuzestan.
Muhàmmad no va trigar a desfer-se de Khass Beg al que va fer executar, però per conservar el seu tron va haver de lluitar contra el seu oncle Sulayman Shah ibn Muhàmmad, que s'havia escapat del seu captiveri i encara que no va poder fer front a les forces del seu nebot, superiors en nombre, va poder retirar-se a Bagdad el 1155 on va obtenir la protecció del califa al-Muqtafí i el seu visir Awn al-Din Yahya ibn Hubayra. Finalment Sulayman fou derrotat i capturat per Muhàmmad i el seu aliat Mawdud ibn Zangi de Mossul (1156). Llavors Muhàmmad va atacar Bagdad (desembre de 1156 i gener de 1157) on se li va unir l'emir mazyàdida Ali ibn Dubays, però finalment va aixecar el setge degut a les notícies de l'atac a Hamadan de l'atabeg d'Arran Ildeguiz, que patrocinava als prínceps seljúcides Malik Shah i Arslan ibn Toghril ibn Muhammad. Els tres darrers anys de la seva vida Muhàmmad va haver de combatre a Ildeguiz i als seus protegits als que es va ajuntar Sulayman Shah que havia pogut fugir. Finalment els va derrotar a Nakhitxevan (1159).
Va planejar tornar a Bagdad però en els preparatius es va posar malalt i va morir a Hamadan el desembre del 1159.